# Шелейховский, Кондратий Антонович
Кондратий Антонович Шелейховский (Шелейковский) (1787—1839) — российский педагог; профессор математики.

## Биография
Происходил из польского шляхетства; родился в 1787 году в Виленской губернии.
Учился в Виленском университете, откуда перешёл в петербургский Педагогический институт. В 1815 году по окончании обучения в институте был определён учителем французского языка в Воспитательное общество благородных девиц, но в следующем году вышел оттуда в отставку по собственному желанию.
Был приглашён в качестве профессора математики в Горный кадетский корпус (позднее — Институт корпуса горных инженеров). Кроме этого, в 1818 году он преподавал математику в Педагогическом институте, а с 1819 года читал лекции по начертательной геометрии в Санкт-Петербургском университете вплоть до 1824 года, когда по собственному прошению был оттуда уволен.
В 1823 году Кондратий Антонович Шелейховский по неизвестным причинам прервал чтение лекций в корпусе и подал в отставку, но уже в том же году вновь вернулся туда. Своей любовью к преподаваемым им предметам: тригонометрии и аналитической геометрии К. А. Шелейховский снискал себе расположение воспитанников корпуса и слыл в своё время одним из любимейших профессоров не только корпуса, но и Петербургского университета. Кроме этого в 1819 —1823 года он состоял старшим учителем в Благородном пансионе при университете.
Умер в 1839 году.
Имел сыновей: Александра (?—1896) и Владимира (1825—1887), а также дочь Надежду (1828—1910).